# Ścieżka dźwiękowa Grand Theft Auto III
Ścieżka dźwiękowa gry komputerowej Grand Theft Auto III, występuje ona w postaci różnych stacji radiowych, które gracz może dowolnie odsłuchiwać podczas prowadzenia pojazdu. Mimo że większość piosenek została stworzona specjalnie dla gry (lub pojawiły się one w poprzednich odsłonach serii), duża ich część była produkowana przez prawdziwych artystów.

## Stacje muzyczne

### Head Radio
DJ: Michael Hunt (Russ Mottla)

Styl: rock, pop

Szczególni fani radia: gang Diablos

Komentarz:piosenka Scatwerk jest parodią niemieckiego zespołu Kraftwerk.

Lista utworów:
1. Dil-Don’t – Stripe Summer
2. Whatever – Good Thing
3. Craig Gray – Fade Away
4. Conor And Jay – Change
5. Frankie Fame – See Through You
6. Scatwerk – Electronic Go Go
7. Dezma – Life Is But A Mere Supply

### Double Cleff FM
DJ: Morgan Merryweather (Gerry Cosgrove)

Styl: muzyka poważna, w tym operowa grana przez Opera d'Oro Records i Allegro Corporation

Szczególni fani radia: Mafia Rodziny Leone

Lista utworów:
1. Wolfgang Amadeus Mozart – Non piu andrai farfallone amoroso
2. Gaetano Donizetti – Chi mi frena in tal momento
3. Giuseppe Verdi – Libiamo ne’lieti calici
4. Wolfgang Amadeus Mozart – Finch’han del vino
5. Giacomo Puccini – O mio babbino caro
6. Giuseppe Verdi – La donna è mobile

### K-Jah
DJ: Horace „the Pacifist” Walsh (Herman Stephens)

Styl: reggae

Szczególni fani radia: gang Yardies

Lista utworów:
1. Scientist – Dance of the Vampires
2. Scientist – The Mummy’s Shroud
3. Scientist – The Corpse Rises
4. Scientist – Your Teeth in My Neck
5. Scientist – Plague of Zombies

### Rise FM
DJ: Andre the Accelerator

Styl: trance

Szczególni fani radia: Kartel Kolumbijski

Lista utworów:
1. Slyder – Neo (The One)
2. Slyder – Score (Original Mix)
3. Chris Walsh & Dave Beran – Shake (Revolt Clogrock Remix)
4. Shiver – Deep Time
5. R.R.D.S. – Innerbattle

### Lips 106
DJ: Andee (Shelley Miller)

Styl: pop

Szczególni fani radia: Yakuza

Lista utworów:
1. Fatamarse – Bump To The Music
2. Marydancin – Wash Him Off
3. April’s in Paris – Feels Like I Just Can’t Take No More
4. Lucy – Forever
5. Boyz 2 Girls – Pray It Goes Ok?
6. Da Shootaz – Grand Theft Auto
7. Funky BJ’s – Rubber Tip

### Game Radio FM
DJ: Stretch Armstrong i Lloyd Sear

Styl: hip-hop

Szczególni fani radia: Red Jacks, Purple Nines

Lista utworów:
1. Reef – Scary Movies (Instrumental)
2. Royce da 5’9” – We’re Live (Danger)
3. Nature – Nature Freestyle
4. JoJo Pelligrino – JoJo Pelligrino Freestyle
5. Pretty Ugly i Royce da 5’9” – Spit Game
6. Royce da 5’9” – I’m the King
7. Black Rob – By a Stranger
8. Agallah i Sean Price – Rising to the Top
9. Rush – Instrumental Bed 1 i 2

### MSX FM
DJ: MC Codebreaker

Styl: drum and bass

Szczególni fani radia: Red Jacks, Purple Nines

Lista utworów:
1. Omni Trio – First Contact
2. Aquasky – Spectre
3. Rascal and Klone – Winner Takes All
4. TJ Rizing – Agent 007
5. Calyx – Quagmire
6. Rascal and Klone – Get Wild
7. Ryme Tyme – Judgment Day

### Flashback 95.6
DJ: Toni (Maria Chambers)

Styl: muzyka pop

Szczególni fani radia: Kartel Kolumbijski

Lista utworów:
1. Paul Engemann – Scarface (Push It To The Limit)
2. Deborah Harry – Rush Rush
3. Amy Holland – She’s On Fire
4. Elizabeth Daily – Shake It Up
5. Elizabeth Daily – I’m Hot Tonight

### Chatterbox FM
DJ: Lazlow

Styl: talk-show

Szczególni fani radia: Triada
Stacja radiowa ta prowadzi dyskusję ze słuchaczami na różne tematy. Dzwoni Toni Cipriani, który ma problem z matką, Maria – żona Salvatora Leone dzwoni z kolei z problemami w związku. Poza tym są wywiady z Reed Tuckerem i Fernando Martinezem.

## Reklamy
Wszystkie reklamy zostały napisane przez Dana Housera i Lazlowa. Reklamy zawierają różne chwyty marketingowe. Niektóre reklamy podają numery telefoniczne i adresy oficjalnych stron internetowych. Niektóre linki prowadzą do strony głównej Rockstar Games, a niektóre podają szczegółowo wyjaśnione pojęcia związane z daną stroną.
Przykładami reklam są:
- Maibatsu Monstrosity – Mine is bigger! (ang. „Mój jest większy”)
- Fernando’s New Beginnings – A revolutionary new way to save your marriage (ang. „Nowa rewolucyjna droga do uratowania małżeństwa”)
- gra komputerowa „Pogo the Monkey”

### Strony powiązane z reklamami
- Love Media – strona fikcyjnej firmy, do której należała większość stacji radiowych w Liberty City.
- Petsovernight.com – „Delivering little bundles of love – in a box – directly to your door.” (ang. „Dostarczanie małych pudełek miłości – w paczce – prosto do twoich drzwi”)
- Pogothemonkey.com – „The great new video game character for the whole family.” (ang. „Nowa, świetna gra wideo dla całej rodziny”).
- Dormatron – „Remember, being fat can even ruin a romantic cruise!” (ang. „Pamiętaj, bycie grubym może zrujnować romantyczne chwile!”).

### Komentarze
- Artykuł w portalu IGN na temat dźwięków w grze wraz z całkowitą listą utworów.

### Pozostałe
- Oficjalna strona Rockstar Games